# Oscar Varsavsky
Oscar Varsavsky (Buenos Aires, Argentina, 18 de enero de 1920; Buenos Aires, 17 de diciembre de 1976) fue uno de los primeros y más destacados especialistas mundiales en la elaboración de modelos matemáticos aplicados a las ciencias sociales.
“Fui educado en Liniers” propone en un escueto curriculum. 
A lo largo de su vida dio clases de matemáticas, con interrupciones, en las Universidades del Sur, de Cuyo y de Caracas. Desde 1958 fue miembro del Consejo Nacional de Investigaciones Científicas y Técnicas (CONICET). En sus últimos años se especializó en el estudio de la historia y la epistemología. 

## Trayectoria
Egresó como maestro de la Escuela Normal Mariano Acosta  y  se graduó como Licenciado en Química en la Facultad de Ciencias Exactas y Naturales de la Universidad de Buenos Aires (UBA).
Atraído por la física y la matemática, en 1949 se doctoró con una tesis sobre mecánica cuántica. Dictó cursos y se sumó como investigador al Instituto de Física de la mencionada Facultad. 
En la Facultad de Ciencias Exactas de la UBA se desempeñó en forma sucesiva como auxiliar de laboratorio de Fisicoquímica, jefe de trabajos prácticos de Análisis Matemático, profesor adjunto de Álgebra y Topología y profesor con dedicación exclusiva del Departamento de Matemática.
En su juventud estuvo vinculado al ámbito institucional de la Facultad de Ciencias Exactas. Participó en numerosas gestiones y actividades, destacándose su trabajo en la comisión para el mejoramiento de la enseñanza de la matemática en el nivel medio.  
Tras pasar por la Universidad de Cuyo y la Universidad Nacional del Sur, en Bahía Blanca, en 1958 retornó a la Universidad de Buenos Aires y se incorporó al consejo directivo de la Facultad de Ciencias Exactas y Naturales durante la llamada “época de oro”.   
Rolando García era el decano y Manuel Sadosky el vicedecano. Junto con ellos intentó convertir a la Facultad de Ciencias Exactas de la Universidad de Buenos Aires en un centro de estudios e investigación de primer nivel internacional. 
Un tiempo antes del golpe militar del general Onganía se radicó en Venezuela, donde realizó diversos trabajos. Durante estos años participó del proceso de renovación universitaria iniciado a raíz de los movimientos estudiantiles mundiales en 1968, que sintió como un verdadero inicio de transformación para el mundo. A fines de los años '60, y ya radicado nuevamente en la Argentina, se produjo un cambio de interés en Varsavsky al relacionarse más estrechamente con las ciencias sociales. Explicitó entonces su cuestionamiento a la actividad científica e intensificó la búsqueda de nuevas vinculaciones entre las ciencias. Contribuyó con sus desarrollos formando parte del grupo Pensamiento Latinoamericano en Ciencia, Tecnología y Desarrollo (PLACTED).  

## Obra y contribuciones

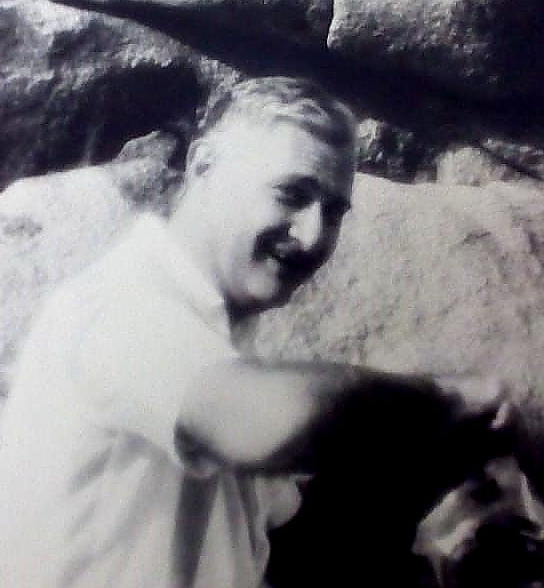
Oscar Varsavsky, circa 1965

Oscar Varsavsky creía en la necesidad de pensar las actividades humanas en función de su aporte a la construcción efectiva de una sociedad cuyas características se habrían definido previamente. Esa definición exigiría un intenso trabajo previo destinado a plantear alternativas al actual orden de cosas. Frente a la falsa conciencia técnico-económica de que tales alternativas no existían, destacaba Varsavsky la importancia que para los grupos sociales tiene la visión previa de sus posibilidades.
Utilizando algunas ideas del filósofo de la ciencia Thomas Kuhn, desplegó una fuerte crítica a las normas que rigen el desarrollo de las ciencias. Opinaba que la obsesión por los métodos cuantitativos encubre, en la ilusión de la libertad de investigación, un mecanismo que garantiza la sujeción del científico a las estrategias de expansión del capital y las leyes del mercado. Estas ideas fueron su punto de partida para aspirar a una ciencia realmente más libre de los condicionamientos económicos.
Oscar Varsavsky fue de gran importancia para el país y para Latinoamérica en general y Venezuela en particular, en donde sigue siendo un referente bolivariano en temas vinculados con la educación. Se puede definir a Varsavsky como un científico "latinoamericano" por la inserción y trascendencia que alcanzó en varios países e instituciones, consecuencia de la estrategia de difusión que implementó, que consistió en crear grupos interdisciplinarios en distintos puntos de América Latina. Estimuló la creatividad del científico y su espíritu nacional, fomentando los estudios de la materia que interesa a cada país, eliminando los trabajos individualistas con el único fin de satisfacer las necesidades y los intereses de una elite mundial. Es por ello que fue definido como el padre de un “estilo epistemológico” caracterizado por transparencia, participación, y la exhaustividad.

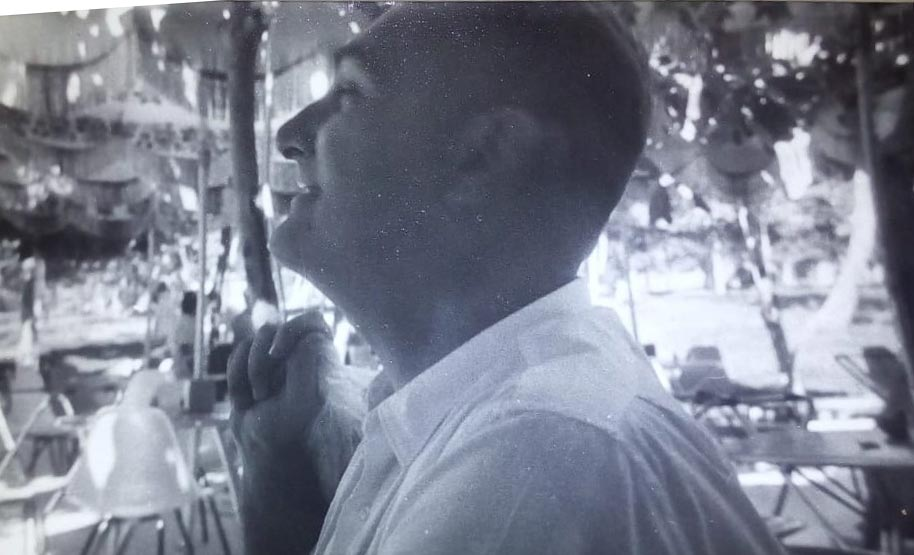
Oscar Varsavsky, en torno de 1970

Varsavsky fue el introductor en Argentina y Latinoamérica de la aplicación de modelos matemáticos al análisis de la realidad social. A principios de la década del ‘60 hizo el primer modelo económico global de Argentina, el MEIC (Modelo Económico Instituto de Cálculo). Algunos años más tarde, entre 1967 y 1968 elaboró otros modelos matemáticos para ver la viabilidad de ciertos tipos de sociedades cercanas a propuestas utópicas. Su objetivo era analizar científicamente la posibilidad de encarar formas de desarrollo social alternativas a las vigentes en ese momento.
A sus aportes como científico cabe agregar que escribió cuentos de ciencia ficción llenos de originalidad. Como ejemplos se pueden citar los publicados en la célebre revista Más Allá (1953-1957). Algunos componen su trilogía "Los crímenes del L.I.O." : Protoníquel, Nemobius Fasciatus y Nictálopes publicada con el seudónimo Abel Asquini.
A inicios de la década del 70 del siglo XX, durante el gobierno de Juan Velasco Alvarado en Perú, contribuyó  en el diseño de objetivos y contenidos de la matemática y entre 1973 y 1975 colaboró con el Centro de Estudios de la Participación Popular, dirigido por Darcy Ribeiro, que tenía entre sus objetivos diseñar un proyecto nacional para Perú y hacer factible el régimen cooperativo.

## Publicaciones
- “Álgebra para escuelas secundarias. Tomo 1 Matemática intuitiva”. Buenos Aires: Eudeba, 1964.
- “Álgebra para escuelas secundarias. Tomo 2 Matemática deductiva”. Buenos Aires: Eudeba, 1964.
- “Ciencia, Política y Cientificismo”. Buenos Aires: CEAL, 1969.[12]
- “América Latina: Modelos Matemáticos", contribuciones y coeditor. Santiago de Chile: Editorial Universitaria, 1971.
- “Hacia una política científica nacional”. Buenos Aires: Ediciones Periferia, 1972.[13]
- "Proyectos Nacionales, Planteos y Estudios de Viabilidad”. Buenos Aires: Ediciones Periferia S.R.L., 1971.[14]
- “Estilos Tecnológicos”. Buenos Aires: Ediciones Periferia, 1974.[15]
- “Marco histórico constructivo: Para estilos sociales, proyectos nacionales y sus estrategias”. Buenos Aires: CEAL, 1975.[16]
- "Obras Escogidas”, Selección y prólogo: Alfredo Eric Calcagno y Pedro Sáinz. Buenos Aires: CEAL, 1982.[17]

## Documental
En 2022 se estrenó el documental Varsavsky, el científico rebelde, dirigido y protagonizado por Rodolfo Petriz, el cual recupera la vida y las ideas de Varsavsky.